# Arxiu Comarcal del Bages
L'Arxiu Comarcal del Bages, conegut amb l'acrònim ACBG, és el principal arxiu i fons de documentació de la comarca del Bages. És a la Via Sant Ignasi, número 40 de la ciutat de Manresa. A data de 31 de desembre de 2009 l'arxiu disposava d'un total de 2.937,6 metres lineals de documentació.

## Història
L'Arxiu Comarcal del Bages té el seu origen en l'Arxiu Històric de la Ciutat de Manresa, arxiu de titularitat municipal que aportà la majoria de la documentació del que seria l'arxiu comarcal. El dia 7 d'abril de 1995 se signà el conveni per la seva creació, la qual es convertí en un fet uns anys més tard, el 20 de febrer de 1999. Des d'aleshores l'Arxiu Comarcal del Bages custodia tota mena de documentació, tant pública com privada, circumscrita a la comarca del Bages d'acord amb el que estableix la llei 10/2001 d'arxius i documents.

## Edifici
L'edifici on s'ubica l'arxiu és l'antic col·legi de Sant Ignasi de Manresa, i més concretament a l'ala est d'aquest. Aquest edifici, el qual va ser utilitzat com escola per part de l'ordre dels jesuïtes fins a 1892, va ser construït a començaments de segle xviii al voltant d'un claustre neoclàssic. L'ala on està situat l'arxiu va ser construïda amb posterioritat, al voltant de la segona meitat del segle xix.
En l'actualitat aquest edifici acull també el Centre d'Estudis del Bages i el Museu Comarcal de Manresa.

## Fons
L'arxiu disposa de 2.937 metres lineals de documentació referent a tota la comarca del Bages. Alguns dels fons que custodia són els següents:
- Fons de la Generalitat de Catalunya:
  - Oficina Comarcal del Bages del Departament d'Agricultura, Ramaderia i Pesca de la Generalitat de Catalunya, 1978-2005.
  - Unitat territorial de Manresa del Departament de Treball de la Generalitat de Catalunya, 1980-1997.

- Fons de l'administració local:
  - Ajuntament de Manresa, 1020-segle xx.
  - Ajuntament de Calders, segles XI-XVII
  - Ajuntament de Castellfollit del Boix, segles XIX-XX
  - Ajuntament de Monistrol de Montserrat, segles XIV-XX

- Fons de l'administració reial i senyorial (segles XIV-XIX):
  - Cadastre, 1716-1845
  - Cort del Batlle de Manresa, 1350-1614
  - Cort del Veguer de Manresa, 1276-1675

- Fons notarials (segles XIV-XX):
  - Notaries del districte de Manresa, 1334-1973.
  - Notaries de Manresa, 1251-1980.
  - Notaries foranes, 1343-1833.

També compta amb les següents fons:
- Fons judicials
- Fons registrals
- Fons d'institucions
- Fons religioses
- Fons d'associacions i fundacions
- Fons comercials i d'empreses
- Fons patrimonials
- Fons personals

Alhora disposa de les següents col·leccions:
- Col·lecció de cartells de l'Arxiu Comarcal del Bages, segles XIX-XX.
- Col·lecció de fotografies del romànic de Martí Iglesias, segle XX
- Col·lecció d'imatges de l'Arxiu Comarcal del Bages, segles XIX-XX.

## Serveis
L'arxiu disposa d'una biblioteca i una hemeroteca auxiliar on hi trobem tota mena de bibliografia comarcal de referència, a més d'informació documental i bibliogràfica dirigida tant al públic en general com a l'Administració. També ofereix l'organització de cursets, visites guiades (concertades prèviament) i la ressenya periòdica de les activitats de l'arxiu a la publicació trimestral “Butlletí de la Subdirecció d'Arxius” del Departament de Cultura de la Generalitat de Catalunya. Disposa, a més, de servei de fotocòpies.

## Publicacions
- CLOSAS, Josep. Un manresà de “cal Tort”. Memòries 1901-1984. Manresa: Arxiu Comarcal del Bages i Centre d'Estudis del Bages, 2008 (Memòria, 10)
- MUSET, Assumpta, Els papers de l'Arxiu: La Guerra del Francès (1808-1814), tríptic.
- CASAJUANA i NIELL, Rosa. Una nena de Manresa i les seves històries. Manresa: Centre d'Estudis del Bages - Arxiu Comarcal del Bages, 2007 (Memòria, 9)
- Memòries de Pedro Flores. A la recerca de l'ideal anarquista. Manresa: Centre d'Estudis del Bages - Arxiu Comarcal del Bages, 2003 (Memòria, 8)
- TORRALBO RICO. Vides secretes. Memòries d'un militant clandestí. Manresa: Centre d'Estudis del Bages - Arxiu Comarcal del Bages, 2009 (Memòria, 11)